# Uzbekistan ai XVII Giochi olimpici invernali
L'Uzbekistan partecipò ai XVII Giochi olimpici invernali, svoltisi a Lillehammer, Norvegia, dal 12 al 27 febbraio 1994, con una delegazione di 7 atleti impegnati in due discipline.